# Manaure, La Guajira
Manaure là một khu tự quản thuộc tỉnh La Guajira, Colombia. Thủ phủ của khu tự quản Manaure đóng tại Manaure Khu tự quản Manaure có diện tích 1643 ki lô mét vuông. Đến thời điểm ngày 28 tháng 5 năm 2005, khu tự quản Manaure có dân số 24375 người.